# Bahnhof Bischofswerda
Der Bahnhof Bischofswerda ist ein Anschlussbahnhof an der Bahnstrecke Görlitz–Dresden und der hier abzweigenden Strecke nach Neukirch (Lausitz) West. Damit dient er als Abzweig der von Dresden ausgehenden Nahverkehrslinien nach Görlitz und Zittau. Am Bahnhof besteht auch die Möglichkeit des Übergangs zum Busverkehr.

## Lage
Die Bahnstrecke Görlitz–Dresden verläuft südlich der Innenstadt. Im Südosten des Stadtkerns befindet sich der Bahnhof, der über die Bahnhofstraße direkt mit dem zentralen Altmarkt verbunden ist. An der südwestlichen Ausfahrt des Bahnhofs in Richtung Dresden führen zuerst die Neustädter Straße und dann die Süßmilchstraße unter den Gleisen hindurch in die südlichen Stadtteile. Weiter westlich überquert die Bundesstraße 98 die Strecke. Direkt an der östlichen Bahnhofsausfahrt trennen sich die Strecken in Richtung Görlitz und Zittau. Es existieren ein Haus- und ein Mittelbahnsteig, welche durch eine Unterführung verbunden sind.

## Geschichte

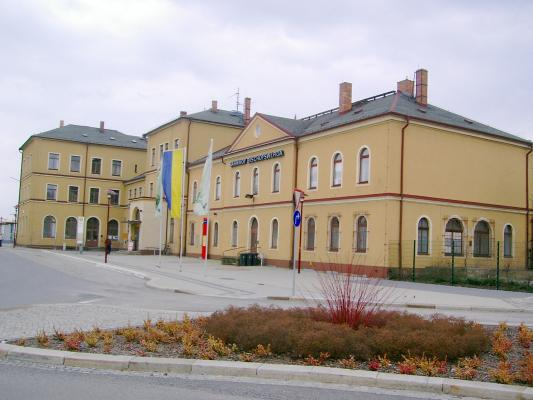
Empfangsgebäude (2006)

Im Jahr 1843 schlossen Preußen und Sachsen einen Staatsvertrag zum Bau der Eisenbahnstrecke von Dresden nach Görlitz ab. Die Bauarbeiten begannen auf sächsischer Seite am 18. Juni 1844 vom Schlesischen Bahnhof Dresden aus. Am 17. November 1845 erreichte der erste Zug die Nachbarstadt Radeberg. Schon am 21. Dezember 1845 wurde die Strecke bis Bischofswerda und ab 23. Juni 1846 bis Bautzen durchgängig mit drei Zügen täglich betrieben. Der Bahnhof Bischofswerda wurde am 22. Dezember 1845 eröffnet. Am 23. Dezember 1846 erfolgte die Freigabe bis Löbau, am 1. Juli 1847 bis zur Landesgrenze Sachsen/Preußen bei Reichenbach/O.L. und letztlich am 1. September 1847 bis nach Görlitz. Dort erfolgte der Anschluss in Richtung Schlesien.
Die Stationsgebäude sowie die Maschinenhäuser einschl. Wasserstationen der Bahnhöfe von Bischofswerda und Radeberg wurden 1845 im Zuge des raschen Gesamtstreckenbaues baugleich errichtet.
Der Bahnhof Bischofswerda wurde mehrmals umgebaut. In den Jahren 1883/84 kam der dreistöckige östliche Anbau mit mehreren Wartesälen und dem Bahnhofsrestaurant hinzu.
Nach der politischen Wende und dem Zusammenschluss der beiden deutschen Staatsbahnen 1994 verlor der Bischofswerdaer Bahnhof sukzessive an Bedeutung und somit nach und nach mehrere Funktionen. Seit der Inbetriebnahme des Elektronischen Stellwerkes (ESTW) 2001 werden die Weichen und Signale von der Betriebszentrale in Leipzig aus gesteuert und man kam ohne eigenen Fahrdienstleiter vor Ort aus.
Im Jahr 2006 wurde der Bahnhof von 2500 Reisenden täglich frequentiert.
Für die Deutsche Bahn wurde das Empfangsgebäude entbehrlich. Die Stadt Bischofswerda erwarb das Gebäude. Im Juni 2007 begannen die Abrissarbeiten des östlichen Teils des Empfangsgebäudes mit Empfangshalle und ehemaliger Bahnhofsgaststätte, da für diesen Gebäudeteil auch perspektivisch keine Nutzung absehbar war. Nur das zweistöckige Gebäude aus dem Jahr 1845 blieb erhalten und wurde saniert. In ihm befinden sich heute Büroräume, ein Kiosk mit Fahrkartenverkauf, eine Wartehalle, eine Meldestelle des Trilex und Wohnräume.
Im Jahr 2009 konnte der Rückbau beendet werden. Dem vorausgegangen war die Neugestaltung des Bahnhofsvorplatzes. Neben dem Hausbahnsteig entstanden ein Busbahnhof sowie Parkplätze. In die Gestaltung der Übergangsstelle zwischen Bus, Bahn und Individualverkehr (P+R) flossen 3,6 Millionen Euro (davon 75 Prozent Fördermittel vom Freistaat Sachsen und 25 Prozent vom ZVON).
Von 2023 bis voraussichtlich Ende 2025 erhält der Bahnhof Aufzüge am bestehenden Personentunnel, um Barrierefreiheit herzustellen.

## Bahnsteige

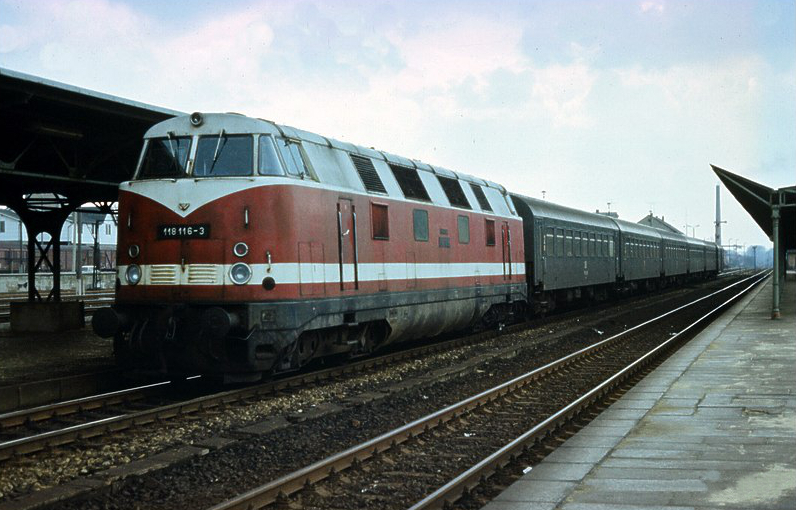
Personenzug auf der Fahrt von Dresden nach Görlitz hält am Mittelbahnsteig (vor 1990). Gezogen von der Diesellokomotive V 180 116. Fabr.-Nr. 275 102 (1970 Umzeichnung in „118 116-3“).
Der Bahnhof verfügt über einen Hausbahnsteig und einen Mittelbahnsteig.

| Gleis | Nutzbare Länge [m] | Bahnsteighöhe [cm] | Nutzung                             |
| ----- | ------------------ | ------------------ | ----------------------------------- |
| 1     | 246                | 34                 | von Görlitz und Zittau/nach Dresden |
| 2     | 210                | 34                 | von Dresden/nach Görlitz und Zittau |
| 3     | 210                | 34                 | von/nach Görlitz                    |

## Personenverkehr
Bischofswerda verbinden etwa im Stundentakt sowohl Regional-Express- als auch Regionalbahn-Züge mit Dresden. In Richtung Osten fährt je ein Regional-Express und eine Regionalbahn nach Görlitz und Zittau; teilweise von Zittau weiter nach Liberec, in der Regel zweistündlich, Regionalbahn nach Görlitz montags bis freitags stündlich.
Einige Zugpaare verkehren als RE1 und RE2 vereint von Dresden nach Bischofswerda und werden dort getrennt, ebenso auf umgekehrtem Weg.
| Linie                    | Linienverlauf                                                                 | Takt (min) | EVU            | Marke bzw. Teilnetz |
| ------------------------ | ----------------------------------------------------------------------------- | ---------- | -------------- | ------------------- |
| RE1                      | (Dresden Hbf –) Bischofswerda – Bautzen – Löbau (Sachs) – Görlitz – Zgorzelec | (120) 60   | Die Länderbahn | Trilex              |
| RE2                      | Dresden Hbf – Bischofswerda – Ebersbach (Sachs) – Zittau (– Liberec)          | 120        | Die Länderbahn | Trilex              |
| RB60                     | Dresden Hbf – Bischofswerda – Bautzen – Löbau (Sachs) – Görlitz               | 120        | Die Länderbahn | Trilex              |
| RB60                     | Bischofswerda – Bautzen – Löbau (Sachs) – Görlitz (Mo–Fr)                     | 120        | Die Länderbahn | Trilex              |
| RB61                     | Dresden Hbf – Bischofswerda – Ebersbach (Sachs) – Zittau                      | 120        | Die Länderbahn | Trilex              |
| Stand: 12. Dezember 2021 |                                                                               |            |                |                     |